# Cetengraulis mysticetus
Cetengraulis mysticetus är en fiskart som först beskrevs av Günther, 1867.  Cetengraulis mysticetus ingår i släktet Cetengraulis och familjen Engraulidae. IUCN kategoriserar arten globalt som livskraftig. Inga underarter finns listade i Catalogue of Life.